# ماليا مانويل
ماليا مانويل (بالإنجليزية: Malia Manuel)‏ هي متركمجة أمريكية، ولدت في 9 أغسطس 1993 في كاواي في الولايات المتحدة.

## وصلات خارجية
- ماليا مانويل على موقع الرابطة العالمية لركوب الأمواج (الإنجليزية)